# Liga Nacional de Futebol Americano de 2018
A Liga Nacional de Futebol Americano de 2018, ou simplesmente LNFA 2018, foi a quinta edição do campeonato de futebol americano do Brasil correspondente à divisão inferior do Brasil Futebol Americano de 2018. É a segunda edição na qual a liga homônima dos clubes é organizadora da competição sob chancela da Confederação Brasileira de Futebol Americano (CBFA). Nesta edição a Liga Nordeste de Futebol Americano da LINEFA não faz parte da competição.
O Ribeirão Preto Challengers  conquista o título invicto ao derrotar o Vingadores FA na final, o Super Bowl.

## Fórmula de disputa
Os times divididos em quatro divisões formam duas conferências: as Divisões Norte e a Centro-Oeste são da Conferência Brasileira; enquanto as Divisões Sul e Sudeste formam a Conferência Americana. Na Temporada Regular, só havendo confrontos entre times das mesmas divisões com cada time realizando quatro jogos, sendo dois jogos em casa e dois fora. Os mandos de campo dos Playoffs são sempre dos times com melhores campanhas.
A Divisão Norte com dez times divididos em dois grupos: A e B. Classificam-se os dois melhores colocados de cada grupo às Semifinais de Divisão dos Playoffs com o primeiro colocado enfrentado o segundo colocado do mesmo grupo. Os dois vencedores enfrentam-se na Final de Divisão, garantindo ao vencedor o título da divisão e a classificação à Final da Conferência Brasileira, o Brazilian Bowl, para enfrentar o campeão da Divisão Centro-Oeste. A Divisão Norte não terá acesso ao Brasil Futebol Americano de 2019 (BFA 2019) por não existir uma conferência local no torneio indicado.
A Divisão Centro-Oeste (Grupo C) com cinco times no qual todos jogam contra todos. Os dois melhores times avançam diretamente à Final de Divisão. O vencedor do jogo torna-se o campeão da divisão, garante vaga no BFA 2019 e classifica-se ao Brazilian Bowl para enfrentar o campeão da Divisão Norte.
A Divisão Sudeste com 16 times divididos em quatro grupos: 1, 2, 3 e 4. Classificam-se os dois melhores colocados de cada grupo à fase Wild Card. As equipes são ordenadas em seeds de #1 a #8, considerando os quatro primeiros os campeões de grupo e os quatro últimos os segundos colocados, fazendo confrontos cruzados até a Final de Divisão. O vencedor do jogo torna-se o campeão da divisão, garante vaga no BFA 2019 e classifica-se à Final da Conferência Americana, o Nacional Bowl, para enfrentar o campeão da Divisão Sul.
A Divisão Sul com doze times divididos em três grupos: 5, 6 e 7. Classificam-se os dois melhores colocados de cada grupo. As equipes são ordenadas em seeds de #1 a #6, considerando os três primeiros os campeões de grupo e os três últimos os segundos colocados. Os seeds #1 e #2 classificam-se diretamente à Semifinal de Divisão enquanto os times restantes enfrentam-se na fase Wild Card, fazendo confrontos cruzados até a Final de Divisão. O vencedor do jogo torna-se o campeão da divisão, garante vaga no BFA 2019 e classifica-se ao Nacional Bowl para enfrentar o campeão da Divisão Sudeste.
Os campeões das Conferências Brasileira e Americana disputam a grande final, o Super Bowl.

### Critérios de desempate
Os critérios de desempate são confronto direto e depois a força de tabela (que é a porcentagem obtida da razão entre o número total de vitórias pelo número total de partidas disputadas, de todos os adversários enfrentados por ela, na Temporada Regular). Só depois, e só se for necessário, é que será considerado o menor número de touchdowns sofridos, menor número de pontos sofridos, o saldo de pontos e por último sorteio.

## Equipes participantes
Este torneio conta com a participação de 43 equipes em suas duas conferências com duas divisões cada. Após início da competição, o Curitiba Lions desistiu da sua participação sem disputar nenhum jogo.
| Conferência Brasileira Divisão Centro-Oeste                                                                 | Conferência Americana Divisão Sudeste                                                         | Conferência Americana Divisão Sudeste                                                            | Conferência Americana Divisão Sudeste                                                   | Conferência Americana Divisão Sudeste                                                      |
| --- | --------------------------------------------------------------------------------------------- | ------------------------------------------------------------------------------------------------ | --------------------------------------------------------------------------------------- | ------------------------------------------------------------------------------------------ |
| Grupo C - Goiânia Saints - Operário Gravediggers - Sinop Coyotes - Sinop Galaxy - Rondonópolis Hawks        | Grupo 1 - Contagem Inconfidentes - Dark Owls FA - Espírito Santo Black Knights - Macaé Oilers | Grupo 2 - Palmeiras Locomotives - São Paulo Monsters - Sorocaba Vipers - Volta Redonda Falcons   | Grupo 3 - Mooca Destroyers - Nova Serrana Forgeds - Pouso Alegre Gladiadores - Blaze FA | Grupo 4 - Betim Bulldogs - Ribeirão Preto Challengers - São Paulo Spartans - Uberaba Zebus |
| Conferência Brasileira Divisão Norte                                                                        | Conferência Brasileira Divisão Norte                                                          | Conferência Americana Divisão Sul                                                                | Conferência Americana Divisão Sul                                                       | Conferência Americana Divisão Sul                                                          |
| Grupo A - Manaus Broncos - Manaus Cavaliers - Manaus Lobos Guerreiros - Manaus North Lions - Manaus Raptors | Grupo B - Belém Titans - Paysandu Lobos - Remo Lions - São Luís Tupinambás - Vingadores FA    | Grupo 5 - Bento Gonçalves Snakes - Foz do Iguaçu Black Sharks - Ijuí Drones - Santa Cruz Chacais | Grupo 6 - Brown Spiders FA - Corupá Buffalos - Gaspar Black Hawks - Maringá Pyros       | Grupo 7 - Armada FA - Criciúma Miners - Curitiba Lions - Porto Alegre Gorillas             |

## Classificação da Temporada Regular
Classificados para os Playoffs estão marcados em verde.

### Conferência Brasileira

#### Divisão Norte
Grupo A
| Pos | Times                   | V | E | D | PCT   | PF  | PS  | SP   |
| --- | ----------------------- | - | - | - | ----- | --- | --- | ---- |
| 1   | Manaus Cavaliers        | 4 | 0 | 0 | 1.000 | 143 | 27  | 116  |
| 2   | Manaus North Lions      | 3 | 0 | 1 | .750  | 70  | 25  | 45   |
| 3   | Manaus Broncos          | 2 | 0 | 2 | .500  | 104 | 53  | 51   |
| 4   | Manaus Lobos Guerreiros | 1 | 0 | 3 | .250  | 48  | 131 | -83  |
| 5   | Manaus Raptors          | 0 | 0 | 4 | .000  | 28  | 157 | -129 |

Grupo B
| Pos | Times          | V | E | D | PCT   | PF  | PS  | SP   |
| --- | -------------- | - | - | - | ----- | --- | --- | ---- |
| 1   | Vingadores FA  | 4 | 0 | 0 | 1.000 | 200 | 12  | 188  |
| 2   | Belém Titans   | 3 | 0 | 1 | .750  | 83  | 94  | -11  |
| 3   | Paysandu Lobos | 2 | 0 | 2 | .500  | 78  | 122 | -44  |
| 4   | Remo Lions     | 1 | 0 | 3 | .250  | 90  | 98  | -8   |
| 5   | Tupinambás FA  | 0 | 0 | 4 | .000  | 38  | 163 | -125 |

#### Divisão Centro-Oeste
Grupo C
| Pos | Times                    | V | E | D | PCT   | PF  | PS  | SP   |
| --- | ------------------------ | - | - | - | ----- | --- | --- | ---- |
| 1   | Rondonópolis Hawks       | 3 | 0 | 0 | 1.000 | 131 | 6   | 125  |
| 2   | Sinop Coyotes            | 3 | 0 | 0 | 1.000 | 143 | 24  | 119  |
| 3   | Sinop Galaxy             | 2 | 0 | 2 | .500  | 95  | 72  | 23   |
| 4   | Goiânia Saints           | 1 | 0 | 3 | .250  | 73  | 144 | -71  |
| 5   | Operário Gravediggers[a] | 0 | 0 | 4 | .000  | 0   | 196 | -196 |

### Conferência Americana

#### Divisão Sudeste
O símbolo # indicada a classificação dentro da divisão.
Grupo 1
| Pos | Times                        | V | E | D | PCT   | PF  | PS  | SP  |
| --- | ---------------------------- | - | - | - | ----- | --- | --- | --- |
| 1   | Macaé Oilers #2              | 4 | 0 | 0 | 1.000 | 112 | 22  | 90  |
| 2   | Contagem Inconfidentes #8    | 2 | 0 | 2 | .500  | 57  | 90  | -33 |
| 3   | Dark Owls FA                 | 2 | 0 | 2 | .500  | 82  | 39  | 43  |
| 4   | Espírito Santo Black Knights | 0 | 0 | 4 | .000  | 21  | 107 | -86 |

Grupo 2
| Pos | Times                    | V | E | D | PCT  | PF | PS | SP  |
| --- | ------------------------ | - | - | - | ---- | -- | -- | --- |
| 1   | Volta Redonda Falcons #3 | 3 | 0 | 1 | .750 | 60 | 28 | 32  |
| 2   | São Paulo Monsters #7    | 3 | 0 | 1 | .750 | 49 | 36 | 13  |
| 3   | Palmeiras Locomotives    | 2 | 0 | 2 | .500 | 57 | 49 | 8   |
| 4   | Sorocaba Vipers          | 0 | 0 | 4 | .000 | 36 | 99 | -63 |

Grupo 3
| Pos | Times                       | V | E | D | PCT  | PF  | PS  | SP  |
| --- | --------------------------- | - | - | - | ---- | --- | --- | --- |
| 1   | Nova Serrana Forgeds #4     | 3 | 0 | 1 | .750 | 119 | 76  | 43  |
| 2   | Pouso Alegre Gladiadores #5 | 3 | 0 | 1 | .750 | 94  | 46  | 48  |
| 3   | Mooca Destroyers            | 2 | 0 | 2 | .500 | 82  | 97  | -15 |
| 4   | Blaze FA                    | 0 | 0 | 4 | .000 | 40  | 106 | -66 |

Grupo 4
| Pos | Times                         | V | E | D | PCT   | PF  | PS  | SP   |
| --- | ----------------------------- | - | - | - | ----- | --- | --- | ---- |
| 1   | Ribeirão Preto Challengers #1 | 4 | 0 | 0 | 1.000 | 157 | 41  | 116  |
| 2   | Betim Bulldogs #6             | 3 | 0 | 1 | .750  | 118 | 69  | 49   |
| 3   | São Paulo Spartans            | 1 | 0 | 3 | .250  | 101 | 84  | 17   |
| 4   | Uberaba Zebus[b]              | 0 | 0 | 4 | .000  | 00  | 196 | -196 |

#### Divisão Sul
O símbolo # indicada a classificação dentro da divisão.
Grupo 5
| Pos | Times                      | V | E | D | PCT   | PF  | PS  | SP   |
| --- | -------------------------- | - | - | - | ----- | --- | --- | ---- |
| 1   | Santa Cruz Chacais #3      | 4 | 0 | 0 | 1.000 | 100 | 18  | 82   |
| 2   | Ijuí Drones #5             | 2 | 0 | 2 | .500  | 107 | 94  | 13   |
| 3   | Bento Gonçalves Snakes     | 1 | 0 | 3 | .250  | 57  | 93  | -36  |
| 4   | Foz do Iguaçu Black Sharks | 0 | 0 | 4 | .000  | 26  | 128 | -102 |

Grupo 6
| Pos | Times                 | V | E | D | PCT   | PF  | PS | SP  |
| --- | --------------------- | - | - | - | ----- | --- | -- | --- |
| 1   | Gaspar Black Hawks #1 | 4 | 0 | 0 | 1.000 | 126 | 28 | 98  |
| 2   | Maringá Pyros #4      | 3 | 0 | 1 | .750  | 116 | 61 | 55  |
| 4   | Brown Spiders FA      | 2 | 0 | 2 | .500  | 59  | 48 | 11  |
| 3   | Corupá Buffalos       | 1 | 0 | 3 | .250  | 29  | 86 | -57 |

Grupo 7
| Pos | Times                    | V | E | D | PCT   | PF  | PS  | SP   |
| --- | ------------------------ | - | - | - | ----- | --- | --- | ---- |
| 1   | Porto Alegre Gorillas #2 | 4 | 0 | 0 | 1.000 | 146 | 6   | 140  |
| 2   | Armada FA #6             | 2 | 0 | 2 | .500  | 104 | 14  | 90   |
| 3   | Criciúma Miners[c]       | 1 | 0 | 3 | .250  | 49  | 147 | -98  |
| 4   | Curitiba Lions[d]        | 0 | 0 | 4 | .000  | 0   | 196 | -196 |

## Playoffs
Em itálico, os times que possuem o mando de campo e em negrito os times classificados.
 Campeões de Divisão e promovidos ao Brasil Futebol Americano de 2019 (exceto para a Divisão Norte).

### Playoffs da Conferência Brasileira
|  | Semifinais de Divisão | Semifinais de Divisão | Semifinais de Divisão |  |  | Finais de Divisão | Finais de Divisão  | Finais de Divisão  |    |               | Brazilian Bowl | Brazilian Bowl | Brazilian Bowl |
|  |                       |                       |                       |  |  |                   |                    |                    |    |               |                |                |                |
|  | A1                    | Manaus Cavaliers      | 23                    |  |  |                   |                    |                    |    |               |                |                |                |
|  | A2                    | Manaus North Lions    | 21                    |  |  | Manaus Cavaliers  | Manaus Cavaliers   | 21                 |    |               |                |                |                |
|  | B1                    | Vingadores FA         | 49                    |  |  | Vingadores FA     | Vingadores FA      | 36                 |    |               |                |                |                |
|  | B2                    | Belém Titans          | 27                    |  |  |                   |                    |                    |    | Vingadores FA | Vingadores FA  | 14             |                |
|  |                       |                       |                       |  |  |                   | Rondonópolis Hawks | Rondonópolis Hawks | 13 |               |                |                |                |
|  |                       |                       |                       |  |  | C1                | Rondonópolis Hawks | 13                 |    |               |                |                |                |
|  |                       |                       |                       |  |  | C2                | Sinop Coyotes      | 10                 |    |               |                |                |                |
|  |                       |                       |                       |  |  |                   |                    |                    |    |               |                |                |                |
|  |                       |                       |                       |  |  |                   |                    |                    |    |               |                |                |                |
|  |                       |                       |                       |  |  |                   |                    |                    |    |               |                |                |                |

### Playoffs da Conferência Americana
|  | Wild Card | Wild Card                  | Wild Card             |                          |       | Semifinais de Divisão      | Semifinais de Divisão | Semifinais de Divisão |    |  | Finais de Divisão          | Finais de Divisão | Finais de Divisão |  |  | Nacional Bowl              | Nacional Bowl | Nacional Bowl |
|  |           |                            |                       |                          |       |                            |                       |                       |    |  |                            |                   |                   |  |  |                            |               |               |
|  | SE1       | Ribeirão Preto Challengers | 46                    |                          |       |                            |                       |                       |    |  |                            |                   |                   |  |  |                            |               |               |
|  | SE8       | Contagem Inconfidentes     | 08                    |                          |       |                            |                       |                       |    |  |                            |                   |                   |  |  |                            |               |               |
|  | SE8       | Contagem Inconfidentes     | 08                    |                          |       | Ribeirão Preto Challengers | 49                    |                       |    |  |                            |                   |                   |  |  |                            |               |               |
|  |           |                            |                       |                          |       | Ribeirão Preto Challengers | 49                    |                       |    |  |                            |                   |                   |  |  |                            |               |               |
|  |           |                            |                       | Pouso Alegre Gladiadores | 08    |                            |                       |                       |    |  |                            |                   |                   |  |  |                            |               |               |
|  | SE4       | Nova Serrana Forgeds       | 00                    | Pouso Alegre Gladiadores | 08    |                            |                       |                       |    |  |                            |                   |                   |  |  |                            |               |               |
|  | SE4       | Nova Serrana Forgeds       | 00                    |                          |       |                            |                       |                       |    |  |                            |                   |                   |  |  |                            |               |               |
|  | SE5       | Pouso Alegre Gladiadores   | 22                    |                          |       |                            |                       |                       |    |  |                            |                   |                   |  |  |                            |               |               |
|  | SE5       | Pouso Alegre Gladiadores   | 22                    |                          |       |                            |                       |                       |    |  | Ribeirão Preto Challengers | 23                |                   |  |  |                            |               |               |
|  |           |                            |                       |                          |       |                            |                       |                       |    |  | Ribeirão Preto Challengers | 23                |                   |  |  |                            |               |               |
|  |           |                            | Macaé Oilers          | 18                       |       |                            |                       |                       |    |  |                            |                   |                   |  |  |                            |               |               |
|  | SE2       | Macaé Oilers               | Macaé Oilers          | 18                       | 41    |                            |                       |                       |    |  |                            |                   |                   |  |  |                            |               |               |
|  | SE2       | Macaé Oilers               |                       |                          | 41    |                            |                       |                       |    |  |                            |                   |                   |  |  |                            |               |               |
|  | SE7       | São Paulo Monsters         | 00                    |                          |       |                            |                       |                       |    |  |                            |                   |                   |  |  |                            |               |               |
|  | SE7       | São Paulo Monsters         | 00                    |                          |       | Macaé Oilers               | 50                    |                       |    |  |                            |                   |                   |  |  |                            |               |               |
|  |           |                            |                       |                          |       | Macaé Oilers               | 50                    |                       |    |  |                            |                   |                   |  |  |                            |               |               |
|  |           |                            |                       | Volta Redonda Falcons    | 00    |                            |                       |                       |    |  |                            |                   |                   |  |  |                            |               |               |
|  | SE3       | Volta Redonda Falcons      | 19                    | Volta Redonda Falcons    | 00    |                            |                       |                       |    |  |                            |                   |                   |  |  |                            |               |               |
|  | SE3       | Volta Redonda Falcons      | 19                    |                          |       |                            |                       |                       |    |  |                            |                   |                   |  |  |                            |               |               |
|  | SE6       | Betim Bulldogs             | 03                    |                          |       |                            |                       |                       |    |  |                            |                   |                   |  |  |                            |               |               |
|  | SE6       | Betim Bulldogs             | 03                    |                          |       |                            |                       |                       |    |  |                            |                   |                   |  |  | Ribeirão Preto Challengers | 07            |               |
|  |           |                            |                       |                          |       |                            |                       |                       |    |  |                            |                   |                   |  |  | Ribeirão Preto Challengers | 07            |               |
|  |           |                            | Gaspar Black Hawks    | 02                       |       |                            |                       |                       |    |  |                            |                   |                   |  |  |                            |               |               |
|  | S3        | Santa Cruz Chacais         | Gaspar Black Hawks    | 02                       | 00    |                            |                       |                       |    |  |                            |                   |                   |  |  |                            |               |               |
|  | S3        | Santa Cruz Chacais         |                       |                          | 00    |                            |                       |                       |    |  |                            |                   |                   |  |  |                            |               |               |
|  | S6        | Armada FA                  | 34                    |                          |       |                            |                       |                       |    |  |                            |                   |                   |  |  |                            |               |               |
|  | S6        | Armada FA                  | 34                    |                          |       | Armada FA                  | 08                    |                       |    |  |                            |                   |                   |  |  |                            |               |               |
|  |           |                            |                       |                          |       | Armada FA                  | 08                    |                       |    |  |                            |                   |                   |  |  |                            |               |               |
|  |           |                            | S1                    | Gaspar Black Hawks       | 44    |                            |                       |                       |    |  |                            |                   |                   |  |  |                            |               |               |
|  |           |                            | S1                    | Gaspar Black Hawks       | 44    |                            |                       |                       |    |  |                            |                   |                   |  |  |                            |               |               |
|  |           |                            |                       |                          |       |                            |                       |                       |    |  |                            |                   |                   |  |  |                            |               |               |
|  |           |                            |                       |                          |       |                            |                       |                       |    |  |                            |                   |                   |  |  |                            |               |               |
|  |           |                            |                       |                          |       |                            |                       | Gaspar Black Hawks    | 27 |  |                            |                   |                   |  |  |                            |               |               |
|  |           |                            |                       |                          |       |                            |                       |                       | 27 |  |                            |                   |                   |  |  |                            |               |               |
|  |           |                            | Porto Alegre Gorillas | 00                       |       |                            |                       |                       |    |  |                            |                   |                   |  |  |                            |               |               |
|  | S4        | Maringá Pyros              | Porto Alegre Gorillas | 00                       | 49[e] |                            |                       |                       |    |  |                            |                   |                   |  |  |                            |               |               |
|  | S4        | Maringá Pyros              |                       |                          | 49[e] |                            |                       |                       |    |  |                            |                   |                   |  |  |                            |               |               |
|  | S5        | Ijuí Drones                | 00                    |                          |       |                            |                       |                       |    |  |                            |                   |                   |  |  |                            |               |               |
|  | S5        | Ijuí Drones                | 00                    |                          |       | Maringá Pyros              | 13                    |                       |    |  |                            |                   |                   |  |  |                            |               |               |
|  |           |                            |                       |                          |       | Maringá Pyros              | 13                    |                       |    |  |                            |                   |                   |  |  |                            |               |               |
|  |           |                            | S2                    | Porto Alegre Gorillas    | 18    |                            |                       |                       |    |  |                            |                   |                   |  |  |                            |               |               |
|  |           |                            | S2                    | Porto Alegre Gorillas    | 18    |                            |                       |                       |    |  |                            |                   |                   |  |  |                            |               |               |
|  |           |                            |                       |                          |       |                            |                       |                       |    |  |                            |                   |                   |  |  |                            |               |               |

## Super Bowl
| 2 de dezembro 17:30 UTC -2 | Relatório | Ribeirão Preto Challengers | 48–23 | Vingadores FA |  | GDR 7 de Setembro, São Paulo-SP |  |

## Premiações
| Super Bowl                                     |
| São Paulo                                      |
| ---------------------------------------------- |
| Ribeirão Preto Challengers Campeão (1º título) |

| Brazilian Bowl                    |
| Pará                              |
| --------------------------------- |
| Vingadores FA Campeão (1º título) |

| Nacional Bowl                                  |
| São Paulo                                      |
| ---------------------------------------------- |
| Ribeirão Preto Challengers Campeão (1º título) |